# إدغار راي كيلن
إدغار راي كيلن (بالإنجليزية: Edgar Ray Killen)‏ هو قس أمريكي، ولد في 17 يناير 1925 في فيلادلفيا في الولايات المتحدة، وتوفي في 11 يناير 2018 في Mississippi State Penitentiary ‏ في الولايات المتحدة.

## وصلات خارجية
- إدغار راي كيلن على موقع إن إن دي بي (الإنجليزية)